# Parc du Bas-Fargeas
Le parc du Bas-Fargeas est un espace vert de Limoges, situé en bordure des communes de Panazol et Feytiat, en amont du parc de l'Auzette et du parc du Mas-Rome, le long de l'Auzette. Il est un maillon de la coulée verte de l'Auzette.
C'est le moins aménagé des trois parcs municipaux, se composant essentiellement d'un espace boisé et d'un terrain de sports, situé en bordure de la rue de Feytiat. Il est clos en sa limite Est par l'autoroute A20, un tunnel piétons passant sous l'autoroute le relie à la commune de Panazol.

## Galerie de photos

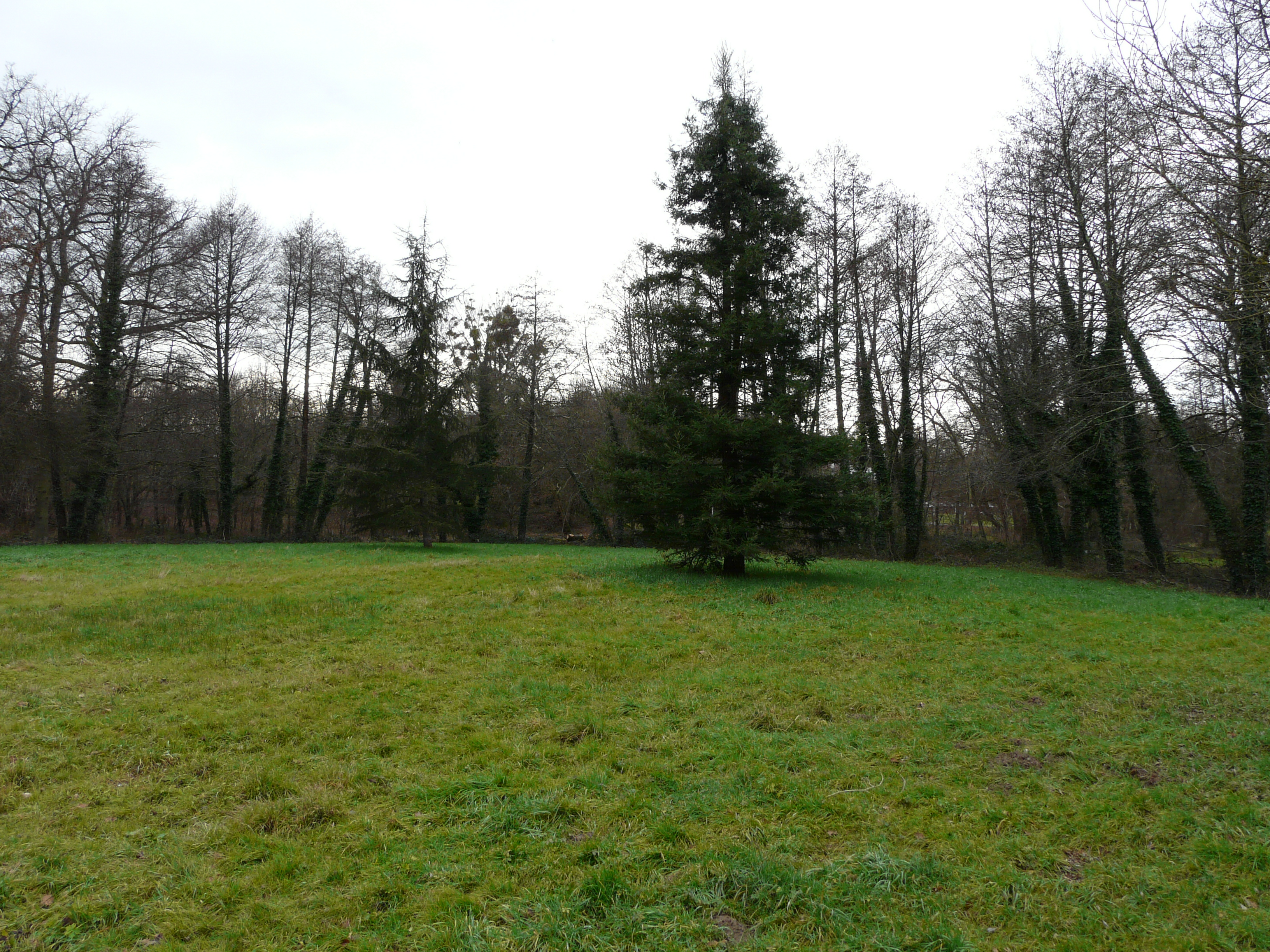
Vue d'une partie du parc.
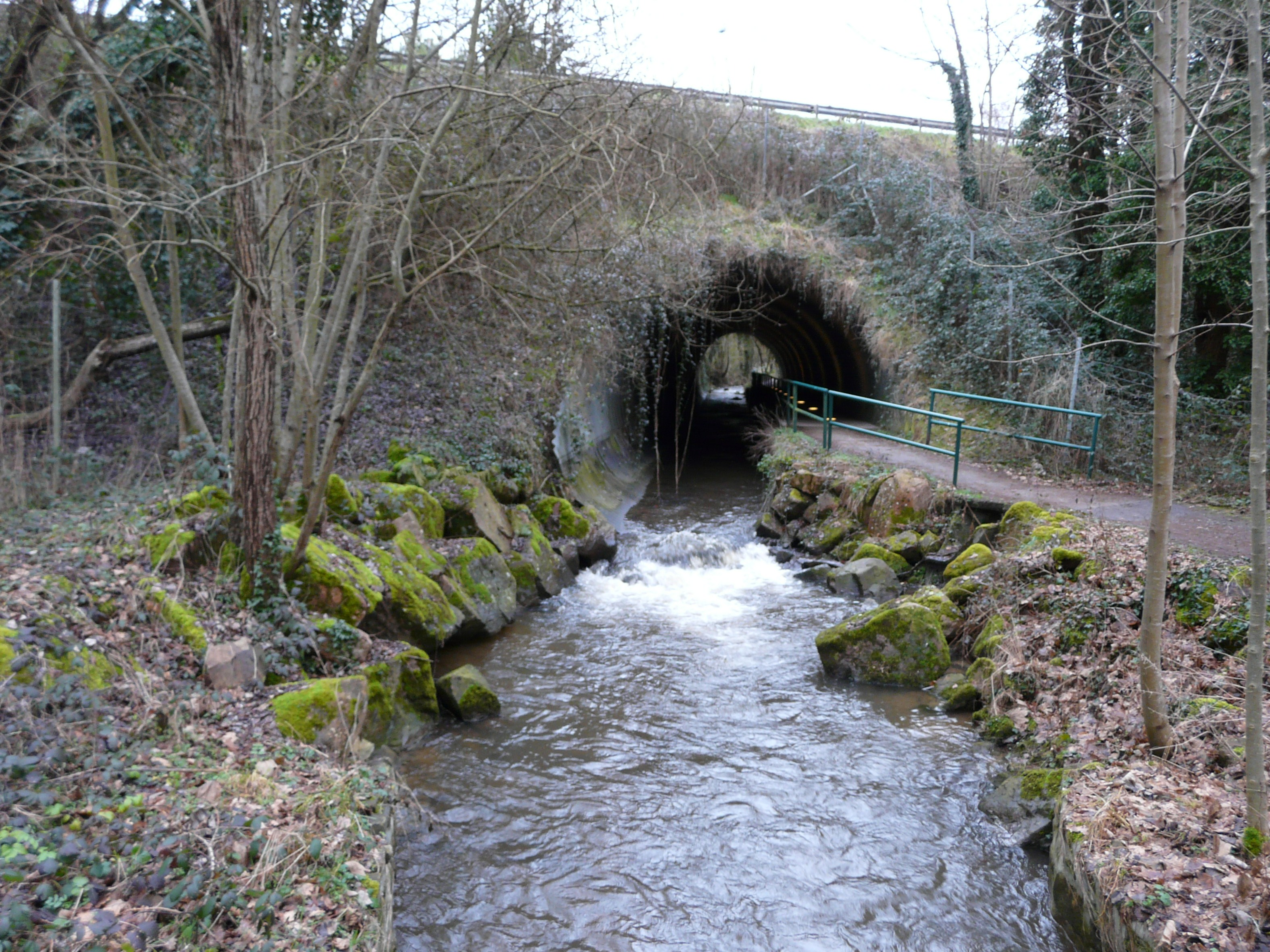
L'Auzette passant sous l'autoroute A20 et entre sur le parc.